# Мать и дитя (Овальное зеркало)
«Мать и дитя (Овальное зеркало)» (англ. Mother and Child (The Oval Mirror)) — картина американской художницы Мэри Кэссетт, написанная около 1898 года. В настоящее время картина находится в собрании Метрополитен-музея в Нью-Йорке.
На работе изображена женщина с младенцем в композицией, типичной для иконографии и образов Мадонны с младенцем. В конце XIX века, Мэри Кэссетт уехала в Париж, чтобы продолжить обучаться живописи. Она училась у Шарля Шаплена, также в то время влияние на её творчество оказала дружба с Эдгаром Дега. По его инициативе художница отправила свои работы на выставку вместе с другими импрессионистами в 1879 году и получила признание за изображение «женских» сюжетов — женщин за чаепитием и вязанием крючком. В 1890-х годах Кэссетт всё чаще стала обращаться к изображению матери и дитя, что стало впоследствии её «визитной карточкой».
В своей работе «Мать и дитя (Овальное зеркало)» Кэссетт подчеркнула важность материнства, добавив в изображение элементы религиозного искусства. Взгляд женщины, направленный на лицо младенца, и изображение фигуры в контрапост перекликаются с образами Мадонны художников эпохи Возрождения. Сам Эдгар Дега отметил отсылки к Ренессансу и заявлял, что на картине изображены «Младенец Иисус и его английская няня». Генри Осборн Хэвемайер, купивший картину для своей коллекции в 1899 году, называл её «Флорентийской Мадонной».
Неизвестно, когда именно Кэссетт написала картину «Мать и дитя», но она была приобретена дилером Дюран-Рюэлем в 1898 году. Дюран-Рюэль продал картину семье Хавмейер в 1899 году. Метрополитен-музей приобрел картину в 1929 году. 